# آر. إل. ريان
آر. إل. ريان (بالإنجليزية: R. L. Ryan)‏ هو ممثل أمريكي، ولد في 29 أكتوبر 1946 في بنسيلفانيا بالولايات المتحدة، وتوفي بنفس المكان في 22 مارس 1991 بسبب نوبة قلبية.

## وصلات خارجية
- آر. إل. ريان على موقع IMDb (الإنجليزية)
- آر. إل. ريان على موقع ألو سيني (الفرنسية)
- آر. إل. ريان على موقع قاعدة بيانات الفيلم (الإنجليزية)
- آر. إل. ريان على موقع كينوبويسك (الروسية)